# Halo 3
Vous lisez un « bon article » labellisé en 2012.
Pour les articles homonymes, voir Halo.
Halo 3 est un jeu vidéo de tir en vue à la première personne développé par Bungie Studios et édité par Microsoft Game Studios sur Xbox 360 en 2007. C'est le troisième jeu de la série Halo.
Halo 3 se déroule durant un conflit interstellaire entre l’humanité et une coalition extraterrestre du nom d'Alliance Covenante. Le joueur occupe le rôle du Major, un super soldat, luttant contre les Covenants. Le jeu comprend des véhicules, des armes, un système de jeu absents des précédents titres de la saga, un « cinéma » permettant de regarder les matchs et parties effectués, un système de partage de fichiers et la « Forge », un éditeur de carte permettant de modifier les niveaux multijoueurs.
Deux ans après la sortie de Halo 2, Bungie annonce officiellement Halo 3 à l'E3 2006 et sa sortie est précédée par une bêta du multijoueur ouverte aux joueurs s'étant procurés le jeu Xbox 360 Crackdown. Microsoft a dépensé 40 millions de dollars pour la promotion du jeu afin de toucher le plus de joueurs possibles et ainsi élargir la base existante de fans.
Le jeu a permis d'engranger plus de 300 millions de dollars durant sa première semaine. Au total, Halo 3 s'est vendu à 14,5 millions d'exemplaires et fut le jeu le plus vendu de l'année 2007 aux États-Unis. Le jeu a été bien accueilli par les critiques, notamment en raison de la présence de la « forge » et des options du multijoueur offrant de nombreuses possibilités. Une préquelle, Halo 3 : ODST, a été commercialisée le 22 septembre 2009 et la suite du jeu, Halo 4, est sortie le 6 novembre 2012.

## Trame

### Contexte
Halo 3 se déroule en 2552. Les humains, sous l'autorité du Commandement Spatial des Nations Unies, ou UNSC (d'après la désignation anglaise United Nations Space Command), ont développé le voyage plus rapide que la lumière et colonisé de nombreuses planètes. En 2525, Harvest, une colonie éloignée, a été décimée par l'Alliance Covenante, une coalition extraterrestre théocratique et militaire. Déclarant la guerre à l'humanité aux noms de leurs dieux, les Forerunners, les Covenants commencent à éradiquer toutes les planètes humaines grâce à leur supériorité numérique et technologique. Après que le bastion humain Reach a été détruit, un vaisseau, le Pillar of Autumn, suit le protocole Cole et lance une série de sauts spatiaux destinés à mener les Covenants le plus loin possible de la Terre. L'équipage découvre un anneau Forerunner nommé Halo, que les Covenants souhaitent activer. Menant une guérilla sur la surface de l'anneau, les humains découvrent que l'anneau est en fait une arme de dernier recours destinée à contenir un parasite, le Flood. Le supersoldat John 117 et l'IA Cortana apprennent que l'activation de l'arme empêchera l'expansion du Flood en détruisant toute vie dans la galaxie. Au lieu d'activer l'anneau, le supersoldat échappe à l'intelligence artificielle de Halo, 343 Guilty Spark et fait exploser les moteurs du Pillar of Autumn, détruisant l'installation et empêchant l'expansion du parasite. Le Spartan et Cortana rentrent ensuite sur Terre pour prévenir d'une invasion Covenant imminente,. Celle-ci a finalement lieu, et l'Humanité combat pour sa planète-mère. La flotte est moins importante que prévu, les Covenants ne s'attendant pas à trouver l'Humanité, et ils se posent à la Nouvelle Mombasa, avant  que le vaisseau amiral covenant ne fasse un saut pour une autre installation, Halo Delta, suivi par le In Amber Clad. Entretemps, un Élite devient Arbiter, bras armé des Prophètes et met la main sur Guilty Spark, avant de partir sur Halo retrouver l'Index pour lancer le Grand Voyage. Sur l'anneau, le Spartan s'efforce d'empêcher les Prophètes d'activer l'installation, mais un évènement inattendu survient: Les Covenants entrent en guerre civile. En effet, à la suite de l'arrivée au sein de l'Alliance des Brutes, des créatures aussi puissantes que les Élites mais bien plus dociles, les Prophètes ont organisé le remplacement graduel des Élites par les Brutes, avant d’ordonner à ces derniers d'exterminer les Élites. Le supersoldat est capturé par le Fossoyeur, le cerveau des Floods, qui a également capturé l'Arbiter, première victime du génocide lancé par les Brutes et les Prophètes. Le Flood les envoie récupérer l'Index, le Spartan sur Grande Bonté, la capitale mobile des Covenant, et l'Arbiter au centre de contrôle du Halo Delta. Alors que le Spartan embarque sur un vaisseau Forerunner en route pour la Terre, l'Arbiter, avec le reste de l'équipage de l'In Amber Clad, stoppe la procédure de mise à feu de l'installation 05. Le début du jeu se déroule sur la planète Terre, avant de se poursuivre sur l'« Arche » et de finir sur un « Halo ».

### Scénario
Le jeu débute quand le Spartan John-117 (ou le Major) retourne sur Terre à bord d'un vaisseau Forerunner. Malheureusement pour lui, il tombe du vaisseau quand celui-ci pénètre dans l'atmosphère terrestre et le Spartan s'écrase en pleine jungle, sur le continent africain. Le sergent Johnson et ses hommes le retrouvent et le Major, ayant survécu à sa chute grâce à son armure, explique à Johnson que Cortana est restée à Grande Bonté afin de détruire celle-ci. Mais ce que le Major ignore, c'est que le chef du Parasite, le Fossoyeur, qui était à bord de Grande Bonté, a empêché Cortana de détruire l'ancienne capitale mobile Covenante. Le Major apprend aussi que les humains sont maintenant alliés avec la caste des Élites.
Après cela, le Major, l'Arbiter Thel 'Vadamee, Johnson et ses hommes se mettent en route pour la zone d'évacuation. Arrivés sur place, des Banshees attaquent les transports humains « Pélicans » qui devaient les évacuer et le sergent Johnson est fait prisonnier. Le Major, accompagné de quelques Marines et de l'Arbiter, se fraie un chemin dans la jungle jusqu'à atteindre un barrage désaffecté, où est emprisonné Johnson. Ce dernier est libéré par le Major, puis un Pélican les récupère pour les emmener à une base de l'UNSC où le commandant Miranda Keyes les attend.
À leur arrivée, la base se fait attaquer et le Major est amené à prêter main-forte aux défenseurs. Il doit ensuite retourner au centre d'opérations de la base pour réactiver une bombe destinée à tuer les assaillants,. Il y parvient et s'échappe à temps de la base par un ascenseur avant de conduire les troupes éparpillées de la base à Voi, un complexe industriel près duquel un cratère a été la cible de fouilles par les Covenants, espérant trouver quelques secrets en rapport avec les Halos. Les Covenants parviennent à générer un portail menant à l'Arche et s'y engouffrent, échappant aux humains et à un vaisseau Parasite venant s'écraser sur le complexe.
Après une bataille opposant les Parasites aux Élites et Humains, R'tas Vadumee, commandant suprême des Élites, vitrifie la moitié du continent africain pour endiguer la propagation des Parasites. L'UNSC, avec la frégate Forward Unto Dawn et les Élites s'engouffrent à leur tour dans le portail et attaquent les Covenants s'étant installés sur l'Arche. Le Major va d'abord activer la salle des cartes de l'Arche et les humains, accompagnés des Élites, vont ensuite attaquer Vérité et ses dernières troupes pour l'empêcher d'activer les anneaux. C'est alors que le Parasite débarque, Fossoyeur en tête, sur l'Arche grâce à Grande Bonté, la capitale mobile des Covenants. Afin d'éliminer le Parasite une fois pour toutes, le Major décide d'activer un Halo nouvellement construit par l'Arche avec l'aide de Guilty Spark. 
Mais quand ce dernier se rend compte que le Major compte tirer prématurément avec un Halo, entraînant des dégâts catastrophiques, il se retourne contre le Spartan et tente vainement de le tuer avant de se faire pulvériser. Peu après avoir lancé la procédure de tir, le Major et l'Arbiter prennent la fuite à bord du Forward Unto Dawn, mais seule la moitié avant avec l'Arbiter parvient à franchir le portail avant qu'il ne s'effondre, la moitié arrière avec le Major étant coincé à la dérive. À la cérémonie d'hommages aux victimes de la guerre, Humains et Élites décident de partir chacun de leur côté, les blessures étant trop profondes et chaque camp trop affaibli pour envisager une autre issue.
Dans la partie arrière à la dérive du Forward Unto Dawn, le Major se place en sommeil cryogénique, demandant à Cortana d'être prête à le réveiller si jamais elle a besoin de lui.

## Système de jeu
Halo 3 est un jeu de tir à la première personne (FPS). La plupart du temps, le joueur se déplace à pied même si certains passages nécessitent l'utilisation de véhicules futuristes. Le joueur dispose d'armes à feu, de grenades et peut attaquer au corps à corps. Les joueurs peuvent porter deux exemplaires à la fois de certaines armes, se privant ainsi de grenades et d'attaques au corps à corps en échange d'une plus grande puissance de feu. La plupart des armes des opus précédents existent dans Halo 3, parfois dans une version légèrement altérée. Contrairement à ces derniers, la seconde arme du joueur est visible et est attachée dans son dos.
Halo 3 introduit des armes de soutien. Ce sont des armes lourdes qui ralentissent le joueur mais qui offrent une très grande puissance de feu. En plus des armes, le jeu introduit de nouveaux outils, allant d'un bouclier défensif à des leurres en passant par un régénérateur de bouclier. Un seul outil peut être utilisé à la fois. De nouveaux véhicules ont également été ajoutés,.

### Mode «Forge»
Halo 3 inclut aussi la « Forge », un éditeur de cartes. Elle permet aux joueurs d'insérer et de retirer des objets comme des armes ou des caisses dans les cartes multijoueur existantes. Presque toutes les armes, véhicules et objets peuvent être placés en mode Forge. Les joueurs peuvent rejoindre une partie en mode Forge et manipuler les objets en temps réel. Un budget limite la quantité d'objets pouvant être placée. Les joueurs peuvent également enregistrer jusqu'à 100 vidéos de jeu sur le disque dur de leur Xbox,, ce qui permet ensuite de visionner l'action sous n'importe quel angle. Halo 3 permet de partager des fichiers (vidéos enregistrées, captures d'écran, cartes modifiées, etc.) sur les serveurs de Bungie. Le contenu mis en ligne est accessible publiquement et les joueurs peuvent le télécharger sur le disque de leurs consoles,.

### Campagne
La campagne de Halo 3 peut être jouée seul ou à plusieurs (via le Xbox Live). Contrairement aux opus précédents, chaque joueur incarne un personnage différent (le Spartan John-117, l'Arbiter et deux Shangheili) ; ce choix influe sur l'arme de départ mais pas sur les capacités du joueur. Des crânes cachés dans chaque niveau causent un changement du gameplay (ennemis plus résistants, dialogues différents, ennemis au comportement étrange, etc.) lorsqu'ils sont activés. Ces crânes, en plus du niveau de difficulté, influent sur le score. De plus, les joueurs reçoivent des points à chaque succès accompli.

### Multijoueur
Le jeu multijoueur en réseau local ou sur le Xbox Live peut se faire jusqu'à seize joueurs et comprend divers modes de jeu comme le match à mort ou la capture du drapeau. En utilisant le système de matchmaking, il est possible de jouer automatiquement contre des joueurs de même niveau. Lors de la création d'un match, il est possible de choisir une playlist contenant chacune un style de jeu et des cartes différentes.
Comme les autres jeux multijoueurs sur Xbox 360, Halo 3 utilise une version personnalisée du système de classement TrueSkill. Le jeu utilise également un système de points d'expérience. De plus, un système de modération permet de mettre d'autres joueurs sur liste noire. Comme dans Halo 2, du contenu téléchargeable (mises à jour, nouvelles cartes) est disponible.

## Développement
La console Xbox 360 étant sortie en fin d'année 2005, Halo 3 devait sortir au même moment que la PlayStation 3 pour contrer Sony, selon Bill Gates, dans une entrevue qu'il avait donnée en 2005 au Times Magazine. Bungie a cependant démenti la nouvelle et Bill Gates s'est rétracté par la suite au CES en 2005. D'après ses dires, le jeu sortira lorsque Bungie le décidera, afin d'en faire le meilleur produit possible.
Le jeu a finalement été présenté lors du Electronic Entertainment Expo (E3) de Los Angeles le 11 mai 2006. La bande-annonce y était montrée sous forme d'une vidéo longue de deux minutes. La version bêta du jeu a été présentée au public le 16 mai 2007 et jusqu'au 10 juin. Elle proposait de jouer au multijoueur sur trois cartes. La version définitive du jeu présente un mode campagne solo, un mode coopération (à quatre joueurs), un mode Multijoueur (de un à 16 joueurs), un mode Forge (modificateur de carte limité à la simple apparence) ainsi qu'un mode photo/vidéo.

### Développement audio
Comme tous les jeux Xbox 360, Halo 3 gère le son multicanal. Environ 50 000 sons ont été utilisés dans le jeu dont 40 000 sont des morceaux de dialogues. Ceci est bien plus que dans les jeux Halo précédents (Halo 2 utilisait 15 000 sons). L'intelligence artificielle gérant les dialogues est conçue pour que ceux-ci paraissant naturels. Des enregistrements séparés ont été faits pour les bruits de coups de feu à différents distances afin de rendre l'expérience plus réaliste, et le jeu utilise la technologie Waves Audio pour adapter les dialogues en fonction de la situation. Les coups de feu souvent entendus dans le jeu peuvent ainsi être ceux d'un combat ayant lieu ailleurs.
Comme pour les précédents opus, Martin O'Donnell a composé la musique du jeu. Halo 3 est le premier jeu de la série permettant aux joueurs de remplacer la musique du jeu par leur propre musique. La bande originale de Halo 3 est sortie le 20 novembre 2007. Cette bande originale contient une piste composée par des fans retenue par Nile Rodgers, Michael Ostin, et Marty O'Donnell à la suite d'un concours ainsi que quelques remixs exclusifs.

### Développement graphique
Halo 3 utilise un moteur de jeu propriétaire développé en interne,. Le flou cinétique était absent de la version bêta mais a été ajouté dans le jeu final. La plupart des objets dynamiques du jeu projettent une ombre en temps réel.
Halo 3 utilise le normal mapping, le placage de relief et le parallax mapping pour générer des surfaces plus détaillées avec plus de polygones. Les joueurs peuvent voir au loin jusqu'à 16 km. Le moteur permet des reflets en temps réel mais ils sont peu utilisés par Bungie qui considère qu'il s'agit d'un gâchis de ressources.
Halo 3 n'est pas originellement en HD et affiche une résolution de 1 152 × 640 px contrairement à la plupart des jeux Xbox 360 qui ont une résolution de 1 280 × 720 px et ceci parce que le jeu utilise deux tampons au lieu d'un. Une résolution plus basse a donc permis d'économiser des ressources.

### Version bêta
Dans le cadre du 5e anniversaire de l'univers Halo, Bungie a annoncé la tenue d'une version bêta ouverte au public ayant pour but d'aider à la conception du mode multijoueur en effectuant des tests grande échelle sur le code réseau. À la suite d'une annonce de Microsoft, des usagers du monde entier ont cru que la bêta ne serait disponible qu'aux États-Unis. Bungie a rapidement démenti et a confirmé que la bêta serait disponible partout à travers le monde. Ceux voulant participer ont commencé à s'inscrire le 4 décembre 2006 sur le site officiel de Halo 3. Le site qui n'était jusqu'alors qu'une redirection vers le site de Bungie est désormais l'accueil réservé aux appliquants.
La version bêta, sortie le 16 mai 2007 sur le Xbox Live, était aussi disponible sur le jeu Crackdown. Les possesseurs d'invitations ont pu la télécharger et y jouer jusqu'au 10 juin 2007.

## Contenu téléchargeable
Halo 3 permet de télécharger des cartes multijoueurs et des mises à jour via le Xbox Live.
Un premier pack de cartes est sorti le 27 décembre 2007 sous le nom de Heroic Map Pack. Un deuxième pack, le Legendary Map Pack est commercialisé le 15 avril 2008. Ces cartes ajoutaient également des filtres visuels pour la Forge qui modifiaient l'aspect du jeu.
Un remake gratuit de la carte « Chill Out » de Halo: Combat Evolved est sorti le 7 juillet 2008 (le Bungie Day) sous le nom « Cold Storage ». Le 3e pack, le Mythic Map Pack était inclus dans l'édition limitée de Halo Wars. Le quatrième et dernier pack, le Mythic II Map Pack est présenté au public le 2 février 2010 et contenait trois cartes provenant de Halo 3: ODST ainsi que le remake de la carte « Heretic » de Halo 2.
La première mise à jour de Halo 3 est sortie le 19 février 2008 et corrigeait uniquement des bugs. La mise à jour suivante, sortie le 23 septembre 2008, ajoutait de nouveaux succès, un nouveau système de points d'expérience et une amélioration du système anti-triche. Aucune autre mise à jour n'est sortie par la suite.

## Commercialisation et sortie

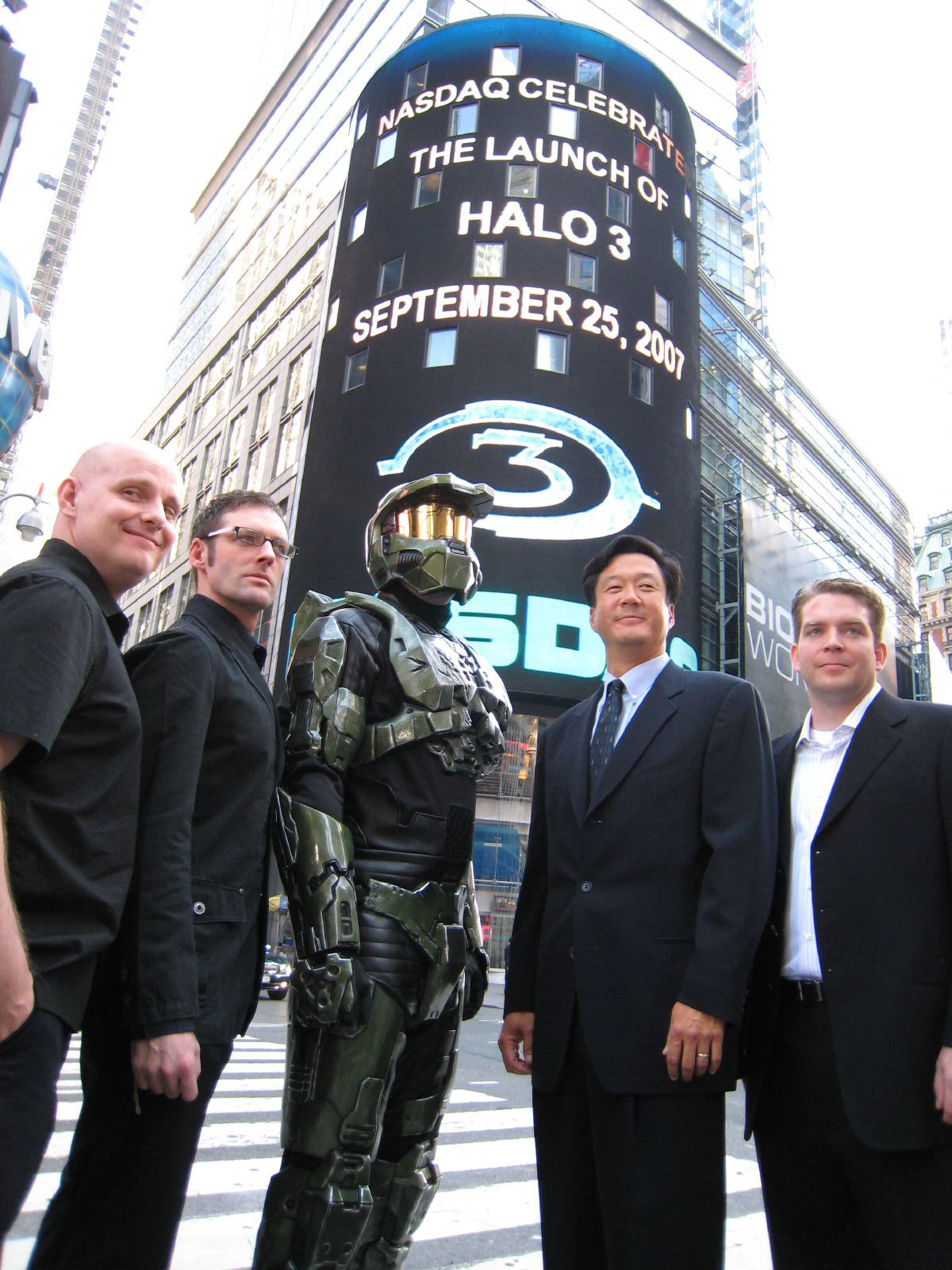
Comédien déguisé en John-117 célébrant la sortie du jeu devant le NASDAQ, à New York.

Le jeu est commercialisé le 25 septembre 2007 en Amérique du Nord et le 26 septembre en Europe.
Microsoft a dépensé plus de 40 millions de dollars pour la promotion de Halo 3. Le but de cette campagne était de vendre plus de consoles Xbox 360. La promotion s'est fait en plusieurs étapes, notamment par des bandes annonces et des courts métrages en prise de vue réelle.
Le 12 septembre 2007 a commencé la campagne de pub Believe, centrée sur la nature épique du scénario et l’héroïsme du Major. Elle a commencé avec la vidéo Museum et s'est poursuivie après la sortie du jeu.
Pendant le développement du jeu, Bungie a sorti quatre documentaires qui expliquaient le processus de création du jeu. Une bêta multijoueur de grande ampleur a été mise en place sur le Xbox Live avec plus 800 000 joueurs.
À partir de juin 2007, un jeu en réalité alternative appelé Iris a été lancé. Cette sortie a été accompagnée de plusieurs événements de lancement dans le monde.
Pepsi-Cola a annoncé une nouvelle ligne de soda, une variante du Mountain Dew appelée Game Fuel, avec le logo Halo 3 et le Major.
La plupart des publicités se sont concentrées sur le grand public plutôt que sur les joueurs avertis. Par exemple, certains magasins 7-Eleven ont fait la promotion de Halo 3 et vendu des copies du jeu.
Halo 3 a été vendu en trois éditions différentes : Standard, Limited et Legendary. L'édition standard contenait le disque du jeu, le mode d'emploi et un petit poster avec les contrôles du jeu. L'édition limitée contenait un boîtier en métal avec le disque du jeu, le mode d'emploi, un poster et un disque avec des boni, ainsi qu'un livret avec des informations et des dessins concernant les espèces, cultures et civilisations de Halo 3. L'édition légendaire contenait en plus un DVD avec du contenu exclusif et une réplique du casque du Master Chief.
Lors de la sortie, certains boîtiers de l'édition limitée avaient un défaut pouvant rayer le disque. Microsoft a confirmé le problème et proposé de remplacer gratuitement les disques rayés jusqu'en janvier 2008. Ce problème ne concernait pas les éditions standards et légendaires.

### Fuites
Plusieurs mois avant la sortie de Halo 3, une copie de test du jeu a été publiée sur Internet. Microsoft a réagi à cette fuite en bannissant les comptes des joueurs ayant joué à cette version jusqu'en 9999. Deux semaines avant la sortie de Halo 3, des exemplaires complets du jeu sont apparus sur le site eBay. Une semaine avant la sortie, le vendeur britannique Argos a sorti par accident des exemplaires de Halo 3. Microsoft s'est déclaré « très déçu » de l'incident mais a affirmé que « ce n'était qu'une erreur honnête » et qu'ils n'avaient pas l'intention de punir Argos.
Les fichiers du jeu ont été publiés en ligne plus d'une semaine avant la sortie du jeu et ont été téléchargés par des milliers de personnes en 24 h. De plus, une vidéo de la fin du jeu obtenue via cette fuite a été publiée sur plusieurs sites.

### Ventes

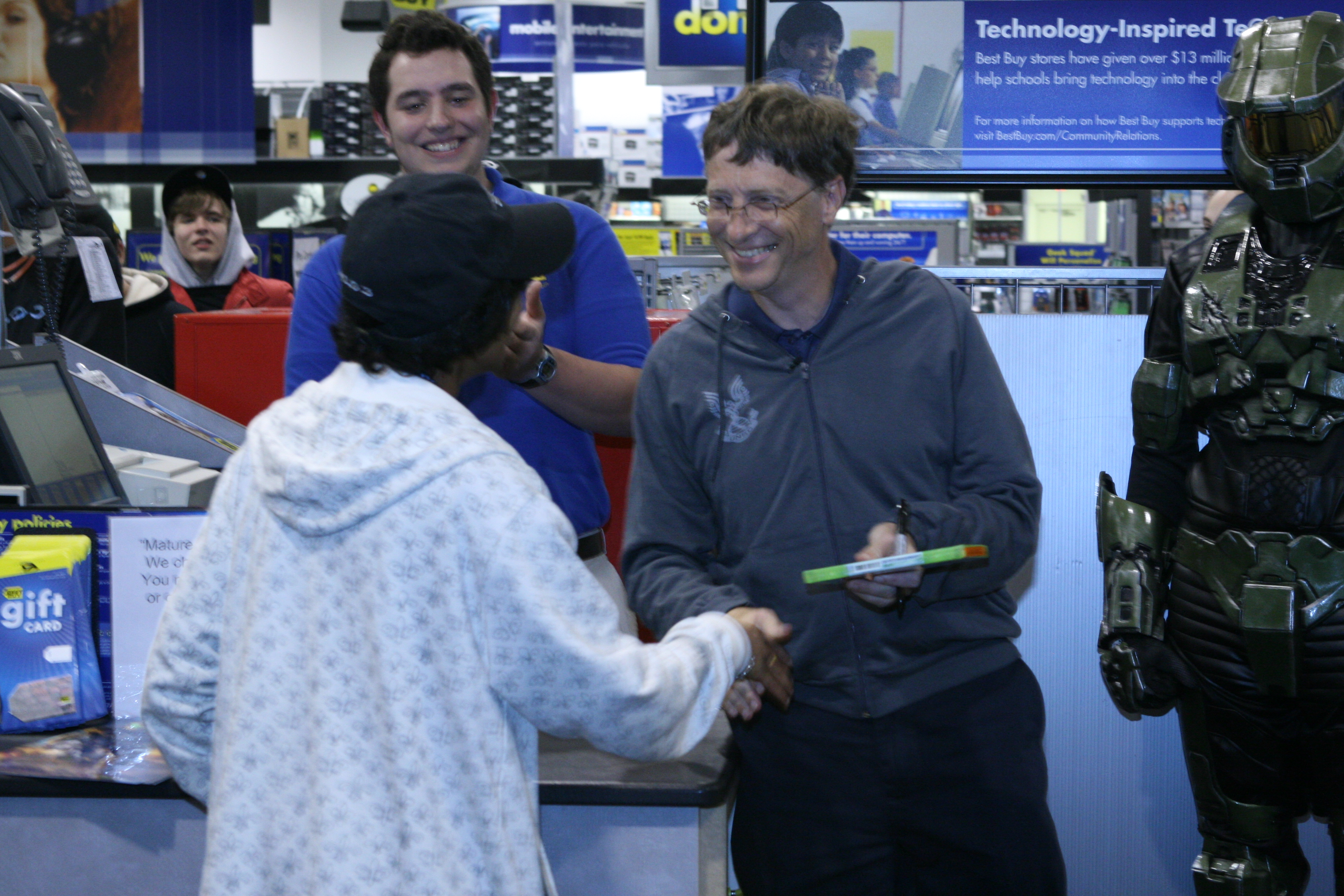
Bill Gates lors du lancement du jeu.

Le jour précédant sa sortie officielle, 4,2 millions d'exemplaires ont été livrés aux distributeurs. Aux États-Unis, le premier jour de vente du jeu rapporte plus de 170 millions de dollars, devenant ainsi le record de ventes durant les 24 premières heures d'un produit de divertissement. Le précédent record est detenu par Halo 2, qui avait atteint 125 millions de dollars durant sa première journée de commercialisation. Le jeu a été précommandé par plus d'un million de personnes en Amérique du Nord. Au niveau mondial, le jeu atteint les 300 millions de dollars à l'issue de sa semaine de lancement, aidant ainsi à doubler le nombre de Xbox 360,.
Aux États-Unis, 3,3 millions d'exemplaires sont écoulés douze jours après le début des ventes, atteignant 3,7 millions d'exemplaires le 15 novembre 2007. Le 30 novembre 2007, Halo 3 atteint les cinq millions d'exemplaires vendus dans le monde et est, en 2007, le jeu le plus vendu des États-Unis malgré le fait qu'il ne soit présent que sur une seule console,. Le 3 janvier 2008, Microsoft annonce avoir écoulé 8,1 millions exemplaires du jeu,,. Durant les vingt premières heures, le jeu a rassemblé plus de un million de joueurs en ligne, en faisant ainsi la plus grosse journée de l'histoire du Xbox Live,. En février 2009, le jeu retourne dans les 20 meilleures ventes ; ce rebond serait dû à la sortie de Halo Wars,.
Advertising Age signale que les studios de cinémas sont convaincus que la sortie d’Halo 3 a touché le marché du box-office. La semaine de la sortie du jeu, le nombre d'entrées a subi une chute de 27 % en comparaison de la même période l'année précédente. Certains studios ont décidé qu'il s'agit plutôt du mauvais accueil des films sortis cette semaine-là, mais des analystes pensent que « Halo 3 visant un public entre 18 et 34 ans, il est fort probable que cela ait un lien avec la baisse des entrées, puisque les principales cibles du cinéma sont similaires à celles d'Halo ».

## Accueil
Halo 3 a été encensé par la critique lors de sa sortie. Il a obtenu une moyenne de 94 % sur le site Metacritic et de 93,53 % sur GameRankings, ce qui en a fait en mai 2011 le dixième jeu le mieux noté sur Xbox 360,,.
Wesley Yin-Poole de chez Pro-G a déclaré que Halo 3 était « tout ce qu'il espérait et bien bien plus ». Plusieurs personnes dont Rob Fahey d'Eurogamer, Charlie Barrett de GamesRadar+ et Jeff Gerstmann de GameSpot ont trouvé que la formule des opus précédents étaient conservée mais que ce n'était pas un défaut. Barrett a assuré que « tous les fans de Halo [...] trouveront quelque chose pour les satisfaire dans la troisième aventure du Master Chief »,. Hilary Goldstein d'IGN a parlé de Halo 3 comme « le jeu le plus complet existant sur console ».
Les ajouts au gameplay, tels que les équipements et les nouveaux véhicules ont été appréciés et Gerstmann et Goldstein ont noté que l'équipement a bien plus sa place en multijoueur qu'en campagne,.
La réception du mode solo a été variable. Yin-Poole a écrit que, bien que le cliffhanger à la fin de Halo 2 était décevant, la campagne de Halo 3 était bien plus satisfaisante. Gerstmann, Gabe Graziani de GameSpy et Goldstein ont assuré que la campagne était trop courte, surtout dans les niveaux de difficultés les plus bas ou à plusieurs joueurs en coopération,. Goldstein a beaucoup critiqué le huitième niveau, indiquant : « l'avant dernier chapitre est tellement mauvais, rien que d'y penser me met un mauvais goût dans la bouche ».
Charles Herold du New York Times a dit que le scénario du jeu était « à jeter » et Total Video Games a jugé le mode solo extrêmement décevant,. Goldstein et Steve West de Cinema Blend ont trouvé qu'une partie de l'histoire du jeu était perdue à cause du fait que l'Arbiter n'avait pas un rôle aussi important que dans Halo 2,.
La plupart des publications étaient d'accord sur le fait que le mode multijoueur était de loin l'une des meilleures fonctions. IGN a dit que les cartes multijoueur de cet opus étaient les meilleures de la série et Galesoy a ajouté que « chaque carte est très bien faite ».
D'autres personnes se sont plaintes de l'intelligence artificielle du jeu. Les critiques ont apprécié l'IA des ennemis mais se sont plaints que celle des alliés était bien moins bonne,,.
Bryan Vore de Game Informer a dit que les visages humains et certaines textures étaient « embarrassantes ».
Halo 3 a été nommé pour Spike TV Awards. Il a gagné le prix du jeu de l'année décerné par le Time Magazine et IGN l'a nommé « meilleur jeu multijoueur Xbox 360 et design innovant » de 2007,,. La Visual Effects Society a décerné à Bungie le prix des « meilleurs visuels en temps réel dans un jeu vidéo » pour Halo 3.
Halo 3 a également gagné le Calvin Award du meilleur jeu vidéo délivré par Box Office Prophets, ainsi que le prix du meilleur jeu Xbox 360 de l'année 2007 par GameTrailers.